# Psilopa composita
Psilopa composita är en tvåvingeart som först beskrevs av Becker 1903.  Psilopa composita ingår i släktet Psilopa och familjen vattenflugor.
Artens utbredningsområde är Egypten. Inga underarter finns listade i Catalogue of Life.